# ياسوتاكا إيهارا
ياسوتاكا إيهارا (باليابانية: 伊原康隆؛ بالكانا: いはら やすたか) هو رياضياتي وأستاذ جامعي ياباني، ولد في 1938 في طوكيو في اليابان.